# マリー・タッソー

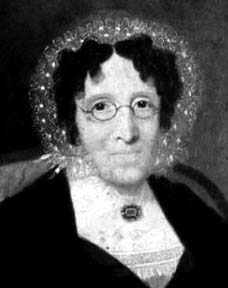
マリー・タッソー（1840年）

マリー・タッソー（Anna Maria "Marie" Tussaud, 1761年12月1日 - 1850年4月16日）は、フランスの蝋人形作家。マダム・タッソー（Madame Tussaud, タッソー夫人）の呼び名と、ロンドンにマダム・タッソー館を設立したことで知られる。

## 生涯
マリー・タッソーはマリー・グロシュルツ（Marie Grosholtz）として、フランスのストラスブールで生まれた。軍人であった父親ジョセフ・グロシュルツ（Joseph Grosholtz）は、マリーが生まれるちょうど2か月前に、七年戦争で戦死している。
母親のアンヌ・メド（Anne Made）は、マリーを連れてスイスのベルンに移住し、ドイツ出身の医者フィリップ・クルティウス（Philippe Curtius, 1741年 - 1794年）のもとで、家政婦として働き始める。この地でマリーはスイス国籍を取得した。内科医であったクルティウスは、蝋による造形術に優れ、解剖模型を制作していたが、のちに蝋人形制作を手がけるようになる。マリーは、『回想録』（1838年）のなかで、クルティウスを「伯父」と呼んでいる。
コンティ公ルイ・フランソワ1世の知遇を得たクルティウスは、その勧めに応じて1765年にパリに移住し、蝋人形展示会のための仕事を開始した。同年、ルイ15世の公妾デュ・バリー夫人の蝋人形を制作した。このときの鋳型が、現在見ることのできる最初期のものである。1767年に、クルティウスは6歳のマリーとその母親をパリへ呼び寄せる。クルティウスの蝋人形展示会は、1770年に初めて開催され、好評を博したあと、1776年にはパレ・ロワイヤルに会場を移した。1782年には、タンプル大通りで、のちの「恐怖の部屋」の原型とも言うべき「大盗賊の洞窟」（"Caverne des Grands Voleurs"）を開催した。クルティウスはマリーに蝋人形細工の技術を教え、マリーはクルティウスを手伝いながら、才能を示すようになる。1778年に、最初の作品となるジャン＝ジャック・ルソーの蝋人形を制作する。この時期にマリーが蝋人形を制作した著名人として、ヴォルテール、ベンジャミン・フランクリンを挙げることができる。
マリーは、パリでフランス革命に巻き込まれることとなる。他方、ブルボン王家とも良好な関係を保ち、とくに1780年から1789年の革命まで、ルイ16世の妹エリザベートの蝋人形教師として、ヴェルサイユ宮殿に居住した。パレ・ロワイヤルで蝋人形展示会が開催されていた時、展示会を訪れたエリザベートに、クルティウスがマリーを紹介した。このことが2人の関係の発端となった。また、ナポレオン・ボナパルト、マクシミリアン・ロベスピエールなど革命を彩る重要人物にも出会っている。
革命の2日前、1789年7月12日の抗議の行進に、クルティウス制作のジャック・ネッケルとオルレアン公ルイ・フィリップ2世の蝋の首が参加している。
しかしながら、王党派であるとの疑いでマリーは逮捕される。処刑を待つ間に牢獄で出会ったのが、のちにナポレオンの后となるジョゼフィーヌ・ド・ボアルネであった。ギロチンによる処刑に備えて頭を剃られていたにもかかわらず、マリーが死を免れたのは、その蝋細工の技術ゆえであった。友人も含まれていたギロチンの犠牲者のデスマスクを作る仕事に就かされたのである。ルイ16世、マリー・アントワネット、マラー、ロベスピエールのデスマスクを作ったのもマリーだった。のちに、ロンドンのマダム・タッソー館に「恐怖の部屋」を作り、フランス革命に関連するグロテスクな展示を行うが、まさに実体験に基づくものであり、マリーだからこそできる仕事でもあった。
1794年にクルティウスが57歳で死去したとき、自ら制作した蝋人形のコレクションをマリーに遺した。1795年に、マリーは土木技師であったフランソワ・タッソーと結婚する。マリー34歳、フランソワ25歳であった。その後、1女2男をもうけるが、娘は夭折した。
1802年、4歳の長男ジョセフを連れて、マリーはイギリスへ渡った。老齢の母、夫フランソワ、もう一人の息子、2歳のフランソワはパリに残された。夫がギャンブル好きだったうえ、マリーは蝋人形の制作展示のために借金を作っており、政情不安で展示できない蝋人形も多いフランスを離れ、イギリスで展示ツアーをすることにしたからだった。ロンドンではライシーアム劇場で蝋人形展示の興行を行い好評を博したが、ナポレオン戦争のためにフランスへ帰国することができなくなり、そのコレクションとともにスコットランド、イングランドおよびアイルランドを巡る地方巡業の旅に出る。1808年には、イギリスの興行主との理不尽な契約も切って、夫と離婚するとともに自分の会社「Madame Tussaud & Sons'」を立ち上げる。マリーはフランスへ帰国することはなく、母親と夫とは二度と会うことはなかった。次男のフランソワだけは、1821年あるいは1822年にイギリスへ渡り、兄とともに母の仕事を支えることとなる。

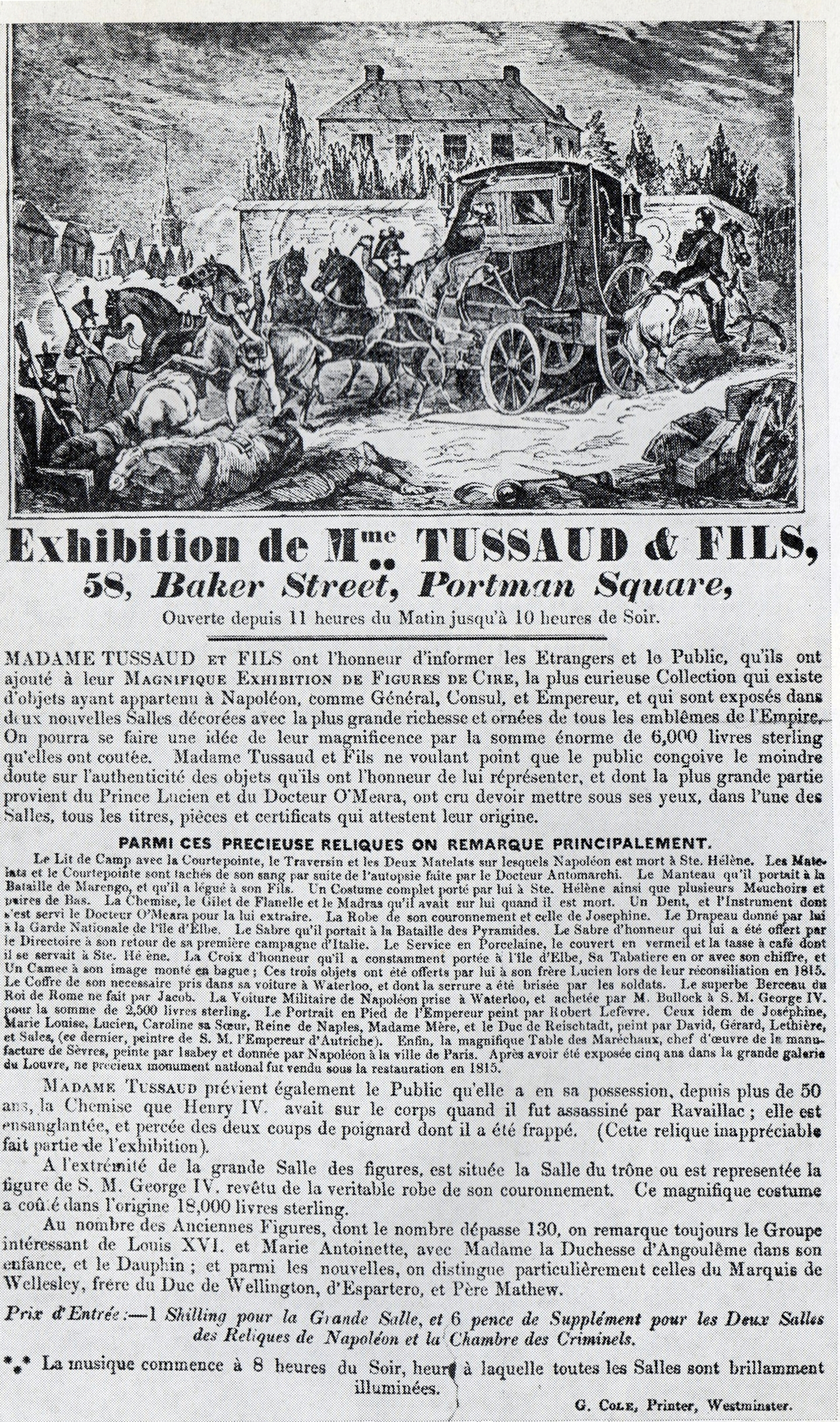
ベーカー街の蝋人形館のためのポスター（1835年）

30年にも及んだ地方巡業を終え、ようやくロンドンに戻ったのは1833年のことであった。ロンドンでも数か所で興行し、ついに1835年、ベーカー街に常設の蝋人形館を開館した。マリーが70歳代半ばのことであり、この後15年間、死ぬまでここで活動をつづけることとなる。1838年に『回想録』を執筆し、1842年に自身の蝋人形を制作した。この蝋人形は、現在もマダム・タッソー館の入口に展示されており、マリー自身が制作した蝋人形のいくつかも現存する。
1850年4月16日に、ロンドンでマリーは亡くなった。88歳であった。カドガン街の聖マリア・カトリック教会に葬られた。
マダム・タッソー館は、ロンドンの重要な観光名所となっている。アムステルダム、ベルリン、ハリウッド、香港、ラスベガス、ニューヨーク、上海、ワシントンD.C.等に分館が存在する。

## マリー・タッソーを描いた作品
- エドワード・ケアリー『おちび』古屋美登里訳、東京創元社、2019年。ISBN 978-4-488-01098-0。